# Cascabulho
Cascabulho ist ein Dorf im Norden der Insel Maio in Kap Verde. 2010 hatte der Ort 204 Einwohner. Er liegt ca. 15 km nordöstlich der Insel-Hauptstadt Cidade do Maio. Nach Norden erstreckt sich das Naturreservat Terras Salgadas.